# Kościół św. Marcina w Tomaszowie Mazowieckim (stary)
Kościół Świętego Marcina w Tomaszowie Mazowieckim (stary) – rzymskokatolicki kościół filialny należący do parafii św. Marcina. Znajduje się w dekanacie tomaszowskim diecezji radomskiej. Mieści się w dzielnicy Tomaszowa Mazowieckiego – Białobrzegach.
Jest to świątynia drewniana o konstrukcji zrębowej, wzniesiona w 1746 roku. Później dobudowana została murowana zakrystia, a w pierwszej połowie XIX wieku kruchta. Nawa prostokątna, prezbiterium węższe, zamknięte ścianą, za nim zakrystia i drewniana kaplica Matki Boskiej z ozdobną arkadą ujęta pilastrami. Belka tęczowa z krucyfiksem i rzeźbami Matki Boskiej, św. Jana. Ołtarze, ambona i chrzcielnica z drewnianą pokrywą, barokowe z XVIII wieku. Obrazy Matki Boskiej Łaskawej z XVIII wieku, na zasuwie Matki Boskiej Różańcowej, namalowane przez M. Mączyńskiego.